# Charles Carrington
Charles Carrington (1867–1921) fue un importante editor británico de material erótico en la Europa de finales del siglo XIX y principios del XX. Nacido como Paul Harry Ferdinando en Bethnal Green, Inglaterra, el 11 de noviembre de 1867, se mudó de Londres a París en 1895 donde publicó y vendió libros en la rue Faubourg Montmartre y rue de Chateaudun; durante un breve período trasladó sus actividades a Bruselas. Carrington también publicó obras de literatura clásica, incluida la primera traducción al inglés de "Comedias" de Aristófanes y libros de autores famosos como Oscar Wilde y Anatole France, para ocultar sus publicaciones eróticas "encubiertas" bajo un velo de legitimidad. Sus libros presentan el arte erótico de Martin van Maële. Publicó una serie francesa La flagelación en el mundo principalmente sobre la flagelación inglesa, identificándola como una predilección inglesa.
Carrington quedó ciego como resultado de la sífilis y los últimos años de su vida los pasó en la pobreza mientras su amante le robaba su valiosa colección de libros raros. Acabó en un manicomio y murió en 1921 en Ivry-sur-Seine, Francia.

## Publicaciones Seleccionadas
- Conferencia experimental (1878) con el seudónimo "Coronel Spanker" para la "Sociedad cosmopolita de bibliófilos", una de sus impresiones.[3][4][5] El Coronel y su círculo tienen una casa en Park Lane donde secuestran, humillan y flagelan a jóvenes señoras.[5][6]
- Violada en el ferrocarril: una historia real de una dama que fue violada y luego flagelada en el Scotch Express (1894) por Anonymous para la "Cosmopolitan Bibliophile Society".[7][8]
- Los amores de un estudiante musical - siendo la historia de las aventuras y las intrigas amorosas de un joven (1897) por Anonymous.
- Memorias de la flagelación privada (1899) de Anonymous (París, Librairie des Bibliophiles Français et Étrangers).
- The Old Man Young Again or Age-Rejuvenescence in the Power of Concupiscence (1898) traducido al inglés del árabe original. El texto en árabe fue escrito por Ibn Kemal .[9]
- Las memorias de Dolly Morton (1899) por Anonymous (generalmente atribuidas a Jean de Villiot, también conocido como Hugues Rebell ). Editado y publicado en Londres y París por Charles Carrington.[10][11][12]
- Nell in Bridewell (1900) de Wilhelm Reinhard (París, Sociedad de Bibliófilos Británicos [Carrington]), traducido al inglés del original alemán Lenchen im Zuchthause (Lenchen en la cárcel) (1840).[13] También publicado en francés como La flagelación de las mujeres en Alemania (1901).
- El magnetismo de la vara o las revelaciones de Miss Darcy (1902). Una reimpresión de El romance del castigo (1866) por St. George H. Stock.
- Le Fouet à Londres ( The Whip en Londres ) (1902), publicado en París por Charles Carrington como parte de la serie La Flagellation a Travers le Monde .
- El Satyricon de Petronio, una nueva traducción (1902), la traducción originalmente atribuida por Carrington a Oscar Wilde (quien había muerto dos años antes), más tarde (1930) se atribuyó a Alfred Richard Allinson .[14]
- Femmes Chatiees (1903) de Jean de Villiot. Traducción al francés de los cuentos de Whipped Women de Charles Carrington; Manuscrito original publicado en 1994.
- La mujer y su maestra (1904) por Jean de Villiot, seudónimo de Georges Grassal . Flagelación erótica traducida al inglés por Charles Carrington de la edición original de 1902 en francés, La Femme et son maître .
- La Flagellation amoureuse (1904) de Jean de Villiot, seudónimo de Georges Grassal.
- Le látigo en el Harén (1906) de Jean de Villiot, seudónimo de Georges Grassal.
- The Beautiful Flagellants of New York (1907) de Lord Drialys (La Sociedad de Bibliófilos Británicos [Charles Carrington]: París).[15]
- ¡Clic! Clac! Précédé d'un conte "Home-Discipline" (1907) por Jean de Villiot (Librairie des Bibliophiles Parisiens [Charles Carrington]).
- Sadopaideia: siendo las experiencias de Cecil Prendergast Estudiante de pregrado de la Universidad de Oxford que muestra cómo fue conducido a través de los agradables caminos del masoquismo hacia las alegrías supremas del sadismo (1907),[16] anónimo, posiblemente por Algernon Charles Swinburne .[17][18]